# Pehr Evind Svinhufvud
Pehr Evind Svinhufvud af Qvalstad (n. 15 decembrie 1861, Sääksmäki⁠(d), Marele Principat al Finlandei, Imperiul Rus – d. 29 februarie 1944, Luumäki, Vyborg Governorate⁠(d), Imperiul Rus) a fost al treilea Președinte al Finlandei din 1931 până în 1937.